# Sten Rylander
Sten Johan Germund Olovsson (Oson) Rylander, född 28 februari 1944 i Västerås, är en svensk diplomat och författare.

## Biografi
Rylander är son till landshövding Olov Rylander och Britta Schröder. Han tog juris kandidatexamen 1967 och anställdes vid Utrikesdepartementet 1970. Rylander tjänstgjorde vid Världsbanken i Washington, D.C. 1972-1974 och vid OECD-delegationen i Paris 1974-1976. Han var biståndskontorschef i Botswana/Lesotho 1979-1981, kansliråd vid utrikesavdelningen vid UD 1982, ambassadör i Luanda 1985-1988 och departementsråd vid UD 1989-1990. Rylander var därefter ambassadör i Windhoek 1990-1995, Tanzania 1998-2003 och Zimbabwe 2006-2010. Han var Afrikachef på Sida 1995-1998 och dialogambassadör på UD för Afrika 2003-2006. Under 2004-2005 var han medlare för EU:s räkning i Sudan/Darfur.
Han gifte sig 1967 med byrådirektör Berit Andersson (född 1946), dotter till bagare Erik Andersson och barnsköterskan Gunhild Tillenius.